# Lúnasa
Lúnasa – irlandzki zespół grający tradycyjną muzykę irlandzką i celtycką.

## Muzycy

### Obecny skład zespołu
- Seán Smyth
- Kevin Crawford
- Trevor Hutchinson
- Cillian Vallely
- Paul Meehan

### Byli członkowie
- Donogh Hennessy
- Michael McGoldrick
- John McSherry

## Dyskografia
- Lúnasa (1999, 2001)
- Otherworld (1999)
- The Merry Sisters of Fate (2001)
- Redwood (2003)
- The Kinnitty Sessions (2004)
- Sé (2006)
- The Story So Far... (2008)